# (544977) 2014 WZ535
(544977) 2014 WZ535 est un objet transneptunien avec un diamètre estimé à environ 230 km.